# Ngọc Quyên
Huỳnh Khương Ngọc Quyên (sinh 24 tháng 4, 1988) là cựu siêu mẫu và diễn viên người Việt Nam. Ngọc Quyên định cư ở Mỹ và tập trung cho công việc kinh doanh.

## Sự nghiệp
Quyên tham gia vào lĩnh vực thời trang khi 16 tuổi. Ai đó mời Quyên tham gia những chuyến lưu diễn thời trang tại nước ngoài như Luân Đôn, Malaysia, Bắc Kinh,... Quyên xuất hiện trong các chương trình: Duyên Dáng Việt Nam, Thời trang cuộc sống, Phong cách trẻ, Phong cách và cuộc sống...

## Phim
- Tuyết nhiệt đới: vai Yến
- Hoa Dã Quỳ: vai Ánh Nguyệt
- Có lẽ nào ta yêu nhau: vai Nam Mai
- 14 ngày phép ...vai Ái Vy
- Cô nàng tóc rối
- Đừng đùa với thiên thần
- Gia đình số đỏ: vai Mỹ Dung
- Lệ phí tình yêu: vai Minh Tâm
- Mỹ nhân kế (2013): vai Đào Thị[5]
- Những thiên thần nhanh nhạy: vai siêu mẫu Ngọc Quyên[6]
- Vòng Nguyệt Quế: vai Thành Vân
- Bước Nhảy Hoàn Vũ: vai Hạ Vy
- Mẹ Chồng: vai Mợ Bảy Loan

## Giải thưởng
- Giải Hoa khôi thời trang 2004
- Người mẫu được yêu thích nhất 2006
- Người mẫu Phong cách ấn tượng nhất 2008.
- Người mẫu Tài năng của Giải thưởng Người mẫu Việt Nam 2008.
- Top 5 "Người mẫu của năm 2012"
- Người mẫu dễ thương, thân thiện nhất 2012
- Top 4 Bước Nhảy Hoàn Vũ 2013
- Giải thưởng "Cặp đôi được yêu thích nhất" Bước Nhảy Hoàn Vũ 2013
- Giải thưởng "Cặp đôi ấn tượng nhất" Bước Nhảy Hoàn Vũ 2013

## Show diễn
| Năm  | Vị trí  | Bộ sưu tập    | Khuôn khổ                          | Nhà thiết kế/Brand | Ref   |
| 2005 | Vedette |               | Vietnam Fashion Week Spring/Summer |                    |       |
| 2006 | Vedette |               | Vietnam Fashion Week Spring/Summer | Kim Thư            |       |
| 2006 | Vedette |               | Vietnam Fashion Week Fall/Winter   | Tấn Phát           |       |
| 2006 | Vedette |               | Vietnam Fashion Week Fall/Winter   | Việt Liên          |       |
| 2006 | Vedette |               | Vietnam Fashion Week Fall/Winter   | Xuân Thu           |       |
| 2008 | Vedette |               | Vietnam Fashion Week Spring/Summer | Hoài Sang          |       |
| 2008 | Vedette |               | Vietnam Fashion Week Spring/Summer | Anh Vũ             |       |
| 2008 | Vedette |               | Vietnam Fashion Week Spring/Summer | Thiên Toàn         |       |
| 2008 | Vedette |               | Vietnam Fashion Week Fall/Winter   | Ngọc Diệu          |       |
| 2008 | Vedette |               | Vietnam Fashion Week Fall/Winter   | Xuân Thu           |       |
| 2008 | Vedette |               | Vietnam Fashion Week Fall/Winter   | Thanh Nga          |       |
| 2008 | Vedette |               | Vietnam Fashion Week Fall/Winter   | Hồng Vương         |       |
| 2008 | Vedette |               | Vietnam Fashion Week Fall/Winter   | Bảo Kim            |       |
| 2011 | Vedette |               | Vietnam Fashion Week Spring/Summer | Việt Liên          |       |
| 2011 | Vedette |               | Vietnam Fashion Week Spring/Summer | Bích Hà            |       |
| 2012 | Vedette |               | Thời trang Phong cách trẻ          | Aozai ABC          |       |
| 2012 | Vedette |               | Thời trang Phong cách trẻ          | Áo cưới Văn        |       |
| 2012 | Vedette | Gió           | Thời trang Phong cách trẻ          | Thương hiệu Paltal |       |
| 2012 | Vedette | Đùa với bóng  | Thời trang Phong cách trẻ          | Thương hiệu Gosto  |       |
| 2013 | Vedette | Secret Garden | Thời trang và Cuộc sống            | Tăng Nguyên Phúc   |       |
| 2013 | Vedette | Khoe sắc      | Thời trang và Nhân vật             | Tăng Thành Công    | [ 7 ] |
| 2013 | Vedette | Angel         | Thời trang và Nhân vật             | Nguyễn Minh Quang  | [ 8 ] |